# Miss Grand España 2018
Miss Grand España 2018 fue la 3° edición del certamen Miss Grand España que se realizó el 30 de junio de 2018 en la ciudad de Carmona, Sevilla. En aras de preparar a la ganadora que representará al España en el concurso Miss Grand Internacional 2018. Treinta y cuatro candidatas de toda la Sudáfrica compitieron por el  título nacional. Al final del evento, Mariana Rico, Miss Grand España 2017, coronó a Mariola Partida Angulo de Provincia de Sevilla, ganadora y sucesora. 
Sin embargo, el 28 de agosto de 2018, Mariola decidió renunciar a su título por incapacidad de cumplir las obligaciones del contrato con la organización. Patricia López Verdes de Murcia quien fue primera finalista, asumió el título de Miss Grand España 2018 y representó a España en Miss Grand Internacional 2018 en Rangún, Birmania y terminó con el Top 10 finalista.

## Resultados

### Colocación
| Posiciones             | Candidata |
| Miss Grand España 2018 | Sevilla – Mariola Partida Angulo(Renunció) |
| Primera Finalista      | Murcia – Patricia López Verdes (Reemplazo) |
| Segunda Finalista      | Madrid – Nicole Menayo |
| Tercera Finalista      | Valencia – Djabu Balde |
| Cuarta Finalista       | Salamanca – Triana Almenara Domínguez |
| TOP 10                 | Cádiz – María De Villar Moya Ciudad Real – Isabel Gigante Rodado Extremadura – Sara Cisneros Islas Baleares – Margarita Orihuela Alcaide Zaragoza – Joaquina Tais |
| TOP 15                 | Badajoz – Naiara Gomez Costa de la Luz – Alba Macias Gomez Huelva – Raquel Pérez Rodríguez Jaén – Pilar Serrano Leon Las Palmas – Noemi González                  |

### Premiaciones Especiales
| Título                    | Candidata |
| Miss Mejor Simpatía       | Badajoz – Naiara Gomez |
| Miss Mejor Fotogenica     | Zaragoza – Joaquina Tais |
| Miss Mejor Traje de Noche | Costa de la Luz – Alba Macias Gomez |
| Miss Mejor Cuerpo         | Madrid – Nicole Menayo |
| Miss Mejor Traje Nacional | Zaragoza – Joaquina Tais (Ganadora) Canarias – Alicia Rodríguez Jaén – Pilar Serrano Leon Murcia – Patricia López Verdes Santa Cruz de Tenerife – Lucy Arteaga Rodríguez Sevilla – Mariola Partida Angulo |

## Candidatas
Hay 34 finalistas que compiten por Miss Grand España 2018, la cual fueron elegidas por cástines o concursos provinciales:
| Proviacia                                                | Candidata                   | E  | A      | Residencia                 | R      |
| Candidatos que representan a la Comunidad autónoma       |                             |    |        |                            |        |
| Andalucía                                                | Maria Belén Del Pino Cañete | 20 |        | Córdoba                    | [ 4 ]  |
| Canarias                                                 | Alicia Rodríguez            | 25 |        | Santa Cruz de Tenerife     | [ 5 ]  |
| Cataluña                                                 | Elena Expósito              | 18 |        | Barcelona                  | [ 5 ]  |
| Extremadura                                              | Sara Cisneros               | 23 |        | La Coruña                  | [ 3 ]  |
| Galicia                                                  | Patrii Veiga                | 24 |        | Pontevedra                 | [ 5 ]  |
| País Vasco                                               | Ane Álvarez Alcántara       | 19 |        |                            | [ 5 ]  |
| Candidatos que representan a la Provincia                |                             |    |        |                            |        |
| Almería                                                  | Lucía Peregrin Lopez        | 24 | 1,72 m | Almería                    | [ 6 ]  |
| Asturias                                                 | Stefania Andrade Ramirez    | 26 |        | Madrid                     | [ 7 ]  |
| Badajoz                                                  | Naiara Gomez                | 21 |        | Mérida                     | [ 8 ]  |
| Barcelona                                                | Marta Bellido               | 20 |        | Barcelona                  | [ 9 ]  |
| Cádiz                                                    | María De Villar Moya        | 18 |        | La Línea de la Concepción  | [ 10 ] |
| Ciudad Real                                              | Isabel Gigante Rodado       | 18 |        | La Solana                  | [ 5 ]  |
| Córdoba                                                  | Maria Jose López Martín     | 23 |        | Fuencubierta               | [ 5 ]  |
| Granada                                                  | Angy Muñoz González         | 19 |        | Granada                    | [ 5 ]  |
| Huelva                                                   | Raquel Pérez Rodríguez      | 24 |        | Gibraleón                  | [ 5 ]  |
| Islas Baleares                                           | Margarita Orihuela Alcaide  | 20 |        | Carmona                    | [ 5 ]  |
| Jaén                                                     | Pilar Serrano Leon          | 20 |        | Bobadilla                  |        |
| Las Palmas                                               | Noemi González              | 24 |        | Las Palmas de Gran Canaria |        |
| Madrid                                                   | Nicole Menayo               | 24 |        | San José (Costa Rica)      |        |
| Málaga                                                   | Maria Sánchez Alés          | 26 |        | Antequera                  |        |
| Murcia                                                   | Patricia López Verdes       | 18 | 1,77 m | Mazarrón                   | [ 1 ]  |
| Navarra                                                  | Flavia Medina               | 19 |        | Bilbao                     | [ 11 ] |
| Pontevedra                                               | Alba Peiteado Meijome       | 24 |        | Pontevedra                 | [ 12 ] |
| Salamanca                                                | Triana Almenara Domínguez   | 17 |        | Dos Hermanas               | [ 13 ] |
| Santa Cruz de Tenerife                                   | Lucy Arteaga Rodríguez      | 18 |        | Tenerife                   | [ 14 ] |
| Sevilla                                                  | Mariola Partida Angulo      | 21 |        | Carmona                    | [ 3 ]  |
| Toledo                                                   | Adriana Nacea               | 17 |        | Ciudad Real                | [ 15 ] |
| Valencia                                                 | Djabu Balde                 | 26 |        | Sevilla                    | [ 16 ] |
| Zaragoza                                                 | Joaquina Tais               | 19 |        | Santander                  | [ 17 ] |
| Candidatos que representan a la Ciudad, Subregión y Otra |                             |    |        |                            |        |
| Atlántico                                                | Ariana Hernández Santana    | 25 |        | Gáldar                     | [ 18 ] |
| Ceuta                                                    | Inma Cabezas Cruz           | 26 |        | Sevilla                    | [ 5 ]  |
| Costa del Sol                                            | Carolina Martín             | 19 |        | Málaga                     | [ 5 ]  |
| Costa de la Luz                                          | Alba Macias Gomez           | 19 |        | Almonte                    | [ 5 ]  |
| Melilla                                                  | Aidamara Alcedo Gil         | 24 |        | Puerto Real                | [ 19 ] |